# جائزة ميغيل إندوراين 2016
جائزة ميغيل إندوراين 2016 (بالإسبانية: Gran Premio Miguel Indurain 2016 )‏ هو سباق دراجات هوائية، وهو الموسم رقم 67 من نفس السباق، وأقيم في 2 أبريل 2016، وامتدّ لمسافة 191.1 كيلومتر، وهو أحد سباقات طواف أوروبا للدراجات 2016، وهو من نوع سباق يوم واحد، وقد شارك في السباق 128 متسابقاً ووصل إلى نهايته 78 متسابقاً.
فاز فيه بالمركز الأول جون ازقيراي، وبالمركز الثاني سيرجيو هيناو، وبالمركز الثالث مورينو موزر.

## الفرق
| فرق عالمية (5)- Cannondale - Katusha - موفيستار - Orica-GreenEDGE - Sky فرق قارية محترفة (3)- كاجا رورال-سيغوروس 2016 ‏ - تيم نوفو نورديسك ‏ - ONE Pro Cycling ‏ فرق قارية (7)- برجس بي إتش 2016 ‏ - موسم يوسكادي مورياس 2016 ‏ - Inteja Dominican Cycling Team ‏ - Massi-Kuwait Project - Rádio Popular–Paredes–Boavista ‏ - Rietumu Banka–Riga ‏ - W52–FC Porto ‏ فرق وطنية (2)- فريق إسبانيا لركوب الدراجات للرجال 2016 ‏ - فريق روسيا لركوب الدراجات 2016 ‏ |  |
| |  |

## الفائزون
| الترتيب | الفائز       |
| ------- | ------------ |
| الفائز  | جون ازقيراي  |
| الثاني  | سيرجيو هيناو |
| الثالث  | مورينو موزر  |

## وصلات خارجية
- الموقع الرسمي
- جائزة ميغيل إندوراين 2016 على موقع إحصائيات الدراجات الإحترافية (الإنجليزية)